# Ланта (кантон)
Ланта́ (фр. Lanta, окс. Lantar) — кантон во Франции, находится в регионе Юг — Пиренеи, департамент Верхняя Гаронна. Входит в состав округа Тулуза.
Код INSEE кантона — 3117. Всего в состав кантона Ланта входит 10 коммун, из них главной коммуной является Ланта.

## Население
Население кантона на 2011 год составляло 9636 человек.
| 1968 | 1975 | 1982 | 1990 | 1999 | 2006 | 2011 |
| ---- | ---- | ---- | ---- | ---- | ---- | ---- |
| 3049 | 3206 | 3523 | 4546 | 6673 | 8118 | 9636 |

## Коммуны кантона
| Коммуна            | Население, чел. (2010) | Код INSEE | Почтовый индекс |
| ------------------ | ---------------------- | --------- | --------------- |
| Бур-Сен-Бернар     | 903                    | 31082     | 31570           |
| Валлевиль          | 376                    | 31567     | 31570           |
| Ланта              | 1715                   | 31271     | 31570           |
| Лозервиль          | 1291                   | 31284     | 31650           |
| Орен               | 330                    | 31029     | 31570           |
| Презервиль         | 648                    | 31439     | 31570           |
| Сен-Пьер-де-Лаж    | 770                    | 31512     | 31570           |
| Сент-Фуа-д’Эгрефёй | 1979                   | 31480     | 31570           |
| Тарабель           | 355                    | 31551     | 31570           |
| Эгрефёй            | 1077                   | 31003     | 31280           |